# اودالین د لا مارتینز
اودالین د لا مارتینز (انگلیسی: Odaline de la Martinez؛ زادهٔ ۳۱ اکتبر ۱۹۴۹) آهنگساز، و رهبر (موسیقی) اهل کوبا است.
وی همچنین برندهٔ جوایزی همچون کمک‌هزینه گوگنهایم شده‌است.